# Anasterias spirabilis
Anasterias spirabilis är en sjöstjärneart som först beskrevs av Bell 1881.  Anasterias spirabilis ingår i släktet Anasterias och familjen trollsjöstjärnor. Inga underarter finns listade i Catalogue of Life.